# Македонска пива
Македонска пива представљају пива која се производе у Северној Македонији. Под македонским пивима се подразумевају сви индустријски и домаћи (занатски) брендови пива који се производе и пију у Северној Македонији. Нека од македонских пива се успешно извозе и на страна тржишта.

## Историја пива у Македонији
У Северној Македонији је пиво познато скоро више од једног века, када се испијало у трговачки развијеним градовима попут Солуна, Битоља, Скопља, чији су трговци трговали великим и познатим европским градовима, док историја и традиција израде пива у Северној Македонији бележи један век и то оснивањем пивара у Скопљу и Прилепу 1924. године.
Историја и традиција македонског пива почиње када су у погонима „Парне Пиваре“ Скопље изашли прво буре и флаша „скопског“. То је уједно било и прво македонско пиво које је данас синоним за „најбоље у Македонији“ и једно је од националних обележја.

## Пива
Тренутно се у Северној Македонији производе следећа пива:
- Скопско

Скопско Радлер
Скопско (смут)
- Горско
- Златен Даб
- Крали Марко
- Мајсторско пиво
- Битолско пиво
- Чаршиско Пиво
- Македонско Пиво
- Староградско

### Угашени брендови који су у прошлости производили пиво
- Стар Лисец
- Скопско Silver Moon
- Kronenbier
- Круна
- Пел пиво

## Галерија
- Скопско (смут) у пластичној амбалажи
- Скопско Радлер у лименкама
- Лименке Светлог скопског и Радлера
- Скопско нефилтрирано пиво
- Скопско Темно
- Златен Даб
- Староградско пиво
- Крали Марко, Горско и Златен Даб
- Наше македонско пиво
- Домаћа (занатска) пива Крафт пиваре „Темов“
- Домаћа (занатска) пива Крафт пиваре „Темов“